# ミハイル・イヴァノヴィチ (スタロドゥーブ公)
ミハイル・イヴァノヴィチ（ロシア語: Михаил Иванович、? - 1281年）は歴代スタロドゥーブ (スタロドゥーブ・ナ・クリャージメ)公のうちの1人である。在位：1277年 - 1281年。
ミハイルに関する記録は少なく、また、没年、血縁関係などの記録には史料による相違も盛られる。ミハイルに関する最初の言及は、1277年1月にコストロマでのウラジーミル大公ヴァシリーの葬儀に参列したという記述である。その後、1281年に、ヴァシリーの相続権をめぐるドミトリーとアンドレイ兄弟の闘争に、アンドレイ側について参加した。
ヴォスクレセンスカヤ年代記、バルハトナヤ・クニーガ(ru)（直訳：ビロードの本。1687年に作成された、ロシア貴族の系図)はミハイルの死を1315年と記しているが、ニコン年代記では1281年と記されている。これらの記述に関しては、多くの研究者は1281年をミハイルの没年、1315年は次のスタロドゥープ公イヴァンの没年であるとみなしている。具体的には、1281年にアンドレイによるペレヤスラヴリ・ザレスキー襲撃に参加し、おそらく、その際に死亡したとみなされている。
いくつかの系譜は、ミハイルを前任のスタロドゥーブ公イヴァンの子、あるいは孫と記録している。一方、次のスタロドゥープ公イヴァン(ru)を子としては記録していない。ただし、ニコン年代記等が次のスタロドゥープ公イヴァンの父称はミハイロヴィチと記していることから、ミハイルの子であるとみなされている。